# Rinderbraten
Als Rinderbraten (bundesdeutsches Hochdeutsch) bzw. Rindsbraten (österreichisches und Schweizer Hochdeutsch; frz. rôti de bœuf, engl. roast beef) bezeichnet man verschiedene Fleischgerichte von Rindfleisch, die als Braten zubereitet werden.
Üblicherweise verwendet man dazu Fleisch, das bis zu fünf Wochen gereift ist. Meist wird Fleisch aus der Schulter oder Keule verwendet, da dieses leicht mit Fett durchwachsen ist und beim nötigen längeren Garverfahren schmackhaft bleibt. Dies wird auch durch Spicken mit Speck erreicht. Aus der Keule verwendet man meist das Schwanzstück, die Oberschale und die Nuss.
Beim etwaigen Zerlegen und Zuschneiden des Fleisches achtet man darauf, natürlichen Wachstumsgrenzen im Gewebe zu folgen. Die Bratenstücke sollten ähnlich schwer sein, damit ihre Garzeit ungefähr gleich lang ist. Lose anhängende Stückchen, Häute und Fett werden abgeschnitten.
Zur Vorbereitung wird das Fleisch häufig mariniert oder gebeizt. Neben Salz und Pfeffer ist die Würzung mit Senf üblich, teilweise auch Piment, Gewürzpaprika und Kräuter wie Thymian und Rosmarin. Ebenso ist die Zugabe von angebratenem Röstgemüse üblich.
Der ganze Braten oder die Bratenstücke werden zunächst von allen Seiten angebraten und anschließend im Backofen oder im Schmortopf weitergegart.

## Speisen und Gerichte (Auswahl)
- Bœuf à la mode
- Burgunderbraten
- Maschinrostbraten
- Rostbraten
- Sauerbraten
- Schmorbraten
- Zigeunerbraten